# Навдараанткари
Навдараанткари (груз. ნავდარაანთკარი) — село в Грузии, на территории Мцхетского муниципалитета края (мхаре) Мцхета-Мтианети.

## География
Село находится в центральной части Грузии, на левом берегу реки Тезами (левый приток Арагви), на расстоянии приблизительно 8 километров (по прямой) к северо-востоку от города Мцхета, административного центра края и муниципалитета. Абсолютная высота — 737 метров над уровнем моря.

## Население
По результатам официальной переписи населения 2014 года в Навдараанткари проживало 333 человека (170 мужчин и 163 женщины). В национальной структуре населения грузины составляли 98,8 %.
| Год  | Население, человек |
| ---- | ------------------ |
| 2002 | 351                |
| 2014 | ↘ 333              |